# André Vingt-Trois
André Armand Vingt-Trois (Paris, 7 de novembro de 1942 – Paris, 18 de julho de 2025) foi um cardeal francês da Igreja Católica e arcebispo emérito de Paris.

## Biografia

### Família e Formação
André Vingt-Trois nasceu em Paris, filho de Armand Vingt-Trois e de Paulette Vuillamy Vingt-Trois. O apelido da família não é comum: foi dado a um antepassado que, enquanto criança, teria sido abandonado e posteriormente encontrado no 23º dia do mês.
Completou os seus estudos secundários no Lyceé Henri IV e entrou no Seminário de Saint-Sulpice em Issy-les-Moulineaux a 1962. Frequentou o Instituto Católico de Paris onde se licenciou em Teologia Moral. Entre 1964 e 1965, cumpriu o serviço militar obrigatório na Alemanha. Foi ordenado diácono em outubro de 1968. Em 28 de junho de 1969, foi ordenado padre pelo cardeal Gabriel Auguste François Marty.

### Trabalho Pastoral
Durante o seu ministério sacerdotal, trabalhou na catequese paroquial e na formação de leigos. Entre 1974 e 1981, Vingt-Trois foi vigário na paróquia parisiense de Sainte-Jeanne de Chantal. Foi na altura nomeado director do Seminário de Saint-Sulpice onde trabalhou até 1988, também leccionando Teologia Moral e Sacramental. Participou noutros movimentos como nos centros de preparação para o matrimônio e em sessões de formação contínua do clero. Foi Vigário Geral de Paris e teve a responsabilidade da formação diocesana (a escola da Catedral e o Seminário), os meios de comunicação (Radio Notre-Dame, Paris Notre-Dame, Centro de Informação), da Pastoral da Família e dos Capelões da Educação Púlica, e da Catequese.

### Episcopado
A 25 de junho de 1988 foi nomeado Bispo Auxiliar de Paris e Bispo Titular de Thibilis. Em 14 de outubro de 1988 recebeu a ordem episcopal pelas mãos de Jean-Marie Lustiger e pelos bispos Pézeril e Gabriel Vanel, na Catedral de Notre-Dame. Em 16 de maio de 1999, é elevado a arcebispo metropolita de Tours, onde permanece até 2005, quando é transferido para a Arquidiocese de Paris. No mesmo ano, é feito Ordinário dos Católicos do Rito Oriental residentes da França. Em 5 de novembro de 2007 foi eleito Presidente da Conferência Episcopal Francesa por um período de 3 anos.

### Cardinalato e Cúria Romana

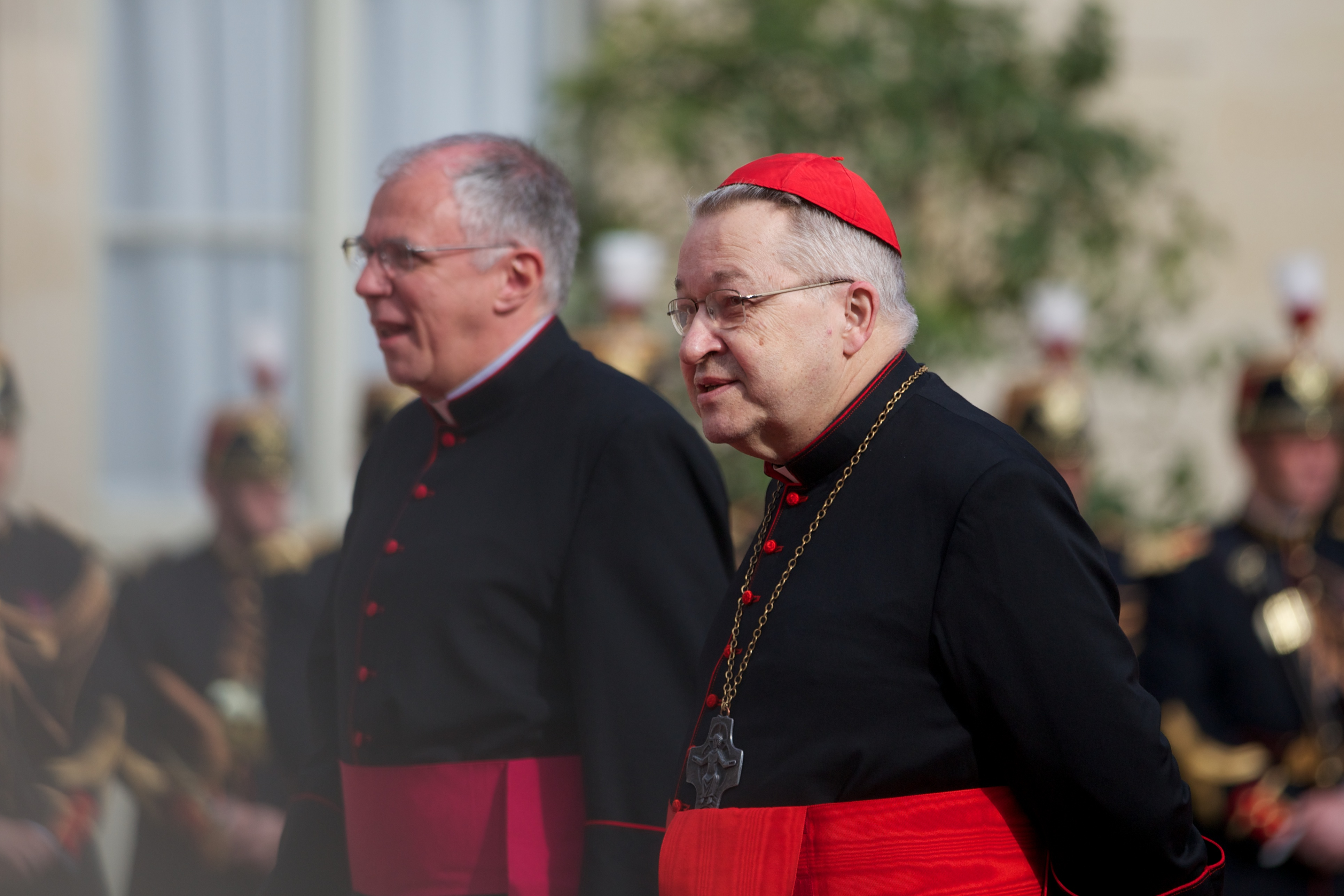

Em 24 de novembro de 2007, é criado cardeal no Consistório Ordinário Público de 2007, pelo Papa Bento XVI, sendo-lhe imposto o barrete cardinalício em 27 de abril de 2008, com o título de Cardeal-padre de São Luís dos Franceses.
Foi membro da Congregação para os Bispos e do Pontifício Conselho para a Família desde 12 de junho de 2008 e da Congregação para o Clero desde 2 de fevereiro de 2010, o que implica participar nas reuniões anuais em Roma. Em 7 de março de 2012 foi nomeado membro da Congregação para as Igrejas Orientais.
Sua renúncia ao governo pastoral foi aceita pelo Papa Francisco em 7 de dezembro de 2017.

### Morte
Morreu em 18 de julho de 2025, aos 82 anos. O Le Monde avaliou que Vingt-Trois deixou um legado como bom administrador da Arquidiocese de Paris após anos de "extravagância" sob seu antecessor, Lustiger.

#### Conclaves
- Conclave de 2013 - participou da eleição de Jorge Mario Bergoglio como Papa Francisco.